# تیغ‌پشت حشره‌خوار کهین
تیغ‌پشت حشره‌خوار کهین(نام علمی: Microgale pusilla) نام یک گونه از سرده ریزراسویی‌ها است.